# あんびるやすこ
あんびる やすこ（1961年 - ）は、日本の児童文学作家、絵本作家。本名は安蒜 保子。
群馬県前橋市出身。東海大学文学部日本文学科卒業。テレビアニメ「あんみつ姫」などの美術設定を務めた後、女児向けの玩具の企画・デザイナーを経て、児童文学・絵本の執筆を行う。日本児童出版美術家連盟理事・著作権部長、日本美術著作権連合副理事長、2020年東京オリンピックマスコット選考検討会議委員なども務めた。

## 作品

### シリーズ
- なんでも魔女商会（岩崎書店）[9]

1. 『お洋服リフォーム支店』 2003年11月30日、128頁、ISBN 978-4-2650-5452-7。
2. 『ただいま魔法旅行中』 2004年6月30日、128頁、ISBN 978-4-2650-5454-1。
3. 『いちばん星のドレス』 2004年11月30日、128頁、ISBN 978-4-2650-5456-5。
4. 『ドラゴンの正しいしつけ方』 2005年8月15日、128頁、ISBN 978-4-2650-5459-6。
5. 『きえた魔法のダイヤ』 2005年12月5日、128頁、ISBN 978-4-2650-5460-2。
6. 『コットンの夏休み』 2006年7月20日、128頁、ISBN 978-4-2650-5461-9。
7. 『おきゃくさまはオバケ!』 2006年11月30日、128頁、ISBN 978-4-2650-5463-3。
8. 『火曜日はトラブル』 2007年5月30日、128頁、ISBN 978-4-2650-5465-7。
9. 『ルビーの魔法マスター』 2007年9月30日、128頁、ISBN 978-4-2650-5466-4。
10. 『三毛猫一座のミュージカル』 2008年2月28日、128頁、ISBN 978-4-2650-5468-8。
11. 『魔女スピカからの手紙』 2008年9月15日、128頁、ISBN 978-4-2650-5469-5。
12. 『セールス魔女はおことわり』 2009年2月10日、128頁、ISBN 978-4-2650-5470-1。
13. 『星くずのブラックドレス』 2009年7月31日、128頁、ISBN 978-4-2650-5472-5。
14. 『ナナのたんぽぽカーニバル』 2010年2月28日、128頁、ISBN 978-4-2650-5473-2。
15. 『85パーセントの黒猫』 2010年9月30日、128頁、ISBN 978-4-2650-5475-6。
16. 『にっこりおいしい大作戦』 2011年3月5日、128頁、ISBN 978-4-2650-5476-3。
17. 『きらめきハートのドレス』 2011年9月10日、128頁、ISBN 978-4-2650-5477-0。
18. 『うわさのとんでも魔女商会』 2012年2月29日、128頁、ISBN 978-4-2650-5482-4。
19. 『夜空のダイヤモンド』 2012年12月21日、144頁、ISBN 978-4-2650-5484-8。
20. 『運命のウエディングドレス』 2013年8月31日、144頁、ISBN 978-4-2650-5487-9。
21. 『おきゃくさまはルルとララ』 2014年6月30日、144頁、ISBN 978-4-2650-5494-7。
22. 『リフォーム支店 本日休業』 2015年3月31日、144頁、ISBN 978-4-2650-5497-8。
23. 『あたらしいわたしの探し方』 2015年12月5日、144頁、ISBN 978-4-2650-5500-5。
24. 『ハムスターのすてきなお仕事』 2016年11月10日、144頁、ISBN 978-4-2650-4564-8。
25. 『ピンクのドラゴンをさがしています』 2017年6月30日、144頁、ISBN 978-4-2650-4565-5。
26. 『らくだい記者と白雪のドレス』 2018年12月31日、144頁、ISBN 978-4-2650-4566-2。
27. 『コットンのティータイム』 2020年4月30日、144頁、ISBN 978-4-2650-4567-9。
28. 『お花のドレスのBプラン』 2022年1月31日、144頁、ISBN 978-4-2650-4568-6。
29. 『ナナのバッグのメタモルフォーゼ』 2023年7月31日、144頁、ISBN 978-4-2650-4569-3。

- ルルとララ（岩崎書店）[10]

1. 『ルルとララのカップケーキ』（2005年4月）
2. 『ルルとララのおしゃれクッキー』（2005年9月）
3. 『ルルとララのきらきらゼリー』（2006年4月）
4. 『ルルとララのしあわせマシュマロ』（2006年9月）
5. 『ルルとララのチョコレート』（2007年2月）
6. 『ルルとララのアイスクリーム』（2007年7月）
7. 『ルルとララのいちごのデザート』（2008年3月）
8. 『ルルとララのカスタード・プリン』（2008年10月）
9. 『ルルとララの天使のケーキ』（2009年3月）
10. 『ルルとララのスイートポテト』（2009年9月）
11. 『ルルとララのシャーベット』（2010年4月）
12. 別冊 『ルルとララのレシピカードブック』（2010年8月）
13. 『ルルとララのわくわくクレープ』（2010年12月）
14. 『ルルとララのふんわりムース』（2011年5月）
15. 『ルルとララのホットケーキ』（2011年11月）
16. 『ルルとララのしらたまデザート』（2012年6月）
17. 別冊 『ルルとララのレシピカードブック2＆パティシエノート』（2012年8月）
18. 『ルルとララのにこにこクリーム』（2013年2月）
19. 『ルルとララのクリスマス』（2013年10月）
20. 『ルルとララのコットンのマカロン』（2014年6月）
21. 『ルルとララのフレンチトースト』（2014年12月）
22. 『ルルとララのミルキープリン』（2015年9月）
23. 『ルルとララのようこそタルト』（2016年6月）
24. 『ルルとララのアロハ! パンケーキ』（2016年12月）
25. 『ルルとララのハロウィン』（2017年9月）
26. 『ルルとララのアニバーサリー・サンド』（2018年4月）
27. 『ルルとララのおまじないクッキー』（2019年2月）
28. 『ルルとララのガトーショコラ』（2021年4月）
29. 『ルルとララのティラミス』（2022年9月）
30. 『ルルとララのかみかみグミ』（2024年8月）

- 魔法の庭ものがたり（ポプラ社）[11]

1. 『ハーブ魔女のふしぎなレシピ』（2007年4月）
2. 『二代目魔女のハーブティー』（2007年10月）
3. 『ペパーミントの小さな魔法』（2008年4月）
4. 『タッジーマッジーと三人の魔女』（2008年10月）
5. 『だれでもできるステキな魔法』（2009年4月）
6. 『魔法の庭のピアノレッスン』（2009年10月）
7. 『ジャレットとバラの谷の魔女』（2010年4月）
8. 『夢みるポプリと三人の魔女』（2010年10月）
9. 『フェアリーたちの魔法の夜』（2011年4月）
10. 『わがまま姫と魔法のバラ』（2011年10月）
11. 『女王さまのむらさきの魔法』（2012年4月）
12. 『魔女のステキな冬じたく』（2012年10月）
13. 『おまじないは魔法の香水』（2013年4月）
14. 『ローズマリーとヴィーナスの魔法』（2013年11月）
15. 『魔女カフェのしあわせメニュー』（2014年3月）
16. 『空色ハーブのふしぎなききめ』（2014年10月）
17. 『ジャレットのきらきら魔法』（2015年7月）
18. 『エイプリルと魔法のおくりもの』（2015年12月）
19. 『時間の女神のティータイム』（2016年8月）
20. 『魔法の庭の宝石のたまご』（2017年3月）
21. 『うらない師ルーナと三人の魔女』（2017年12月）
22. 『ハーブ魔女とふしぎなかぎ』（2018年6月）
23. 『100年ハチミツのあべこべ魔法』（2019年7月）
24. 『ジャレットと魔法のコイン』（2020年12月）
25. 『ジャレットのミント・コレクション』（2022年5月）
26. 『願いがかなうぽかぽか魔法』（2023年10月）

- こじまのもり（ひさかたチャイルド）[12]

1. 『こじまのもりのゆきのひのおみやげ』（2003年12月）
2. 『こじまのもりのきんいろのてがみ』（2004年9月）
3. 『こじまのもりのはるになったらしたいこと』（2006年2月）
4. 『こじまのもりのかわべのピクニック』（2007年6月）

- アンティークFUGA（絵：十々夜、岩崎書店）[13]

1. 『我が名はシャナイア』（2007年7月／角川文庫 2013年7月／フォア文庫〈岩崎書店〉 2015年2月）
2. 『双魂の精霊』（2008年4月／角川文庫 2013年9月／フォア文庫〈岩崎書店〉 2015年6月）
3. 『キマイラの王』（2008年10月／角川文庫 2014年2月／フォア文庫〈岩崎書店〉 2016年4月）
4. 『宝探しは眠りの森で』（2009年3月／フォア文庫〈岩崎書店〉 2016年8月）
5. 『バビロニアの紅き瞳』（2009年11月／フォア文庫〈岩崎書店〉 2016年12月）
6. 『永遠なる者たち』（2010年6月／フォア文庫〈岩崎書店〉 2017年4月）
7. 番外編 『澳門骨董譚』（2012年3月）

- フェアリーストーリー（PHP研究所）[14]

1. 『妖精の家具、おつくりします。』（2009年12月）
2. 『妖精のぼうし、おゆずりします。』（2011年9月）

- ムーンヒルズ魔法宝石店（講談社）[15]

1. 『魔女パールと幸運の8つの宝石』（2018年10月）
2. 『空色トパーズとあたらしい友だち』（2019年4月）
3. 『歌姫フィニーと魔法の水晶』(2019年11月)
4. 『魔法の絵筆としあわせの呪文』(2020年8月)
5. 『めしつかい猫と運命の宝石』(2021年8月)
6. 『いじわる魔女とルビーの秘密』(2023年4月)
7. 『しっぱい魔女と２つのアミュレット』(2025年3月)

### その他
- めいろあそび おとしものだれの?（バンダイ、1992年9月） - みやけやすこ名義
- まじょのまほうやさん（ポプラ社、2000年12月）
- だっこちゃん どこ?（アリス館、2002年11月）
- あおむしくんとてんとうむしくん（チャイルド本社、2004年3月）
- おこじょのユキ（絵：藤本四郎、鈴木出版、2004年11月）
- せかいいちおいしいレストラン（ひさかたチャイルド、2005年9月）
- はこをあけると…（ひさかたチャイルド、2006年9月）
- ○△□ぼしものがたり（チャイルド本社、2007年7月）
- きっともっとすてき!（ひさかたチャイルド、2008年10月）
- あなぐまアパート（鈴木出版、2014年12月）
- みつごねずみのはじめてのふなたび（チャイルド本社、2017年6月）

### イラスト
- みならい妖精モモ（文：早川真知子、童心社〈フォア文庫〉）

1. ふしぎなパイづくり（2002年9月）
2. いのちの泉（文：早川真知子、2003年6月）
3. 七色の雨（2004年3月）
4. 魔王のクッキー（2007年5月）

- もういいよったら もういいよ（文：香山美子、金の星社、2015年5月）

## 作品展
- 2018年3月17日（土） - 2018年7月9日（月）：作家生活30周年を記念するアニバーサリー展（山梨県北杜市高根町清里えほんミュージアム清里）[16]。
- 2019年7月12日(金)  - 2019年9月16日(月)：市川市芳澤ガーデンギャラリー開館15周年「あんびるやすこ作品展」（千葉県市川市真間市川市芳澤ガーデンギャラリー）[17] 。
- 2022年7月16日（土） - 2022年8月28日（日）：夏季特別展 あんびるやすこ作品展（兵庫県明石市明石市立文化博物館）[18] 。